# Absturz einer Lockheed C-5 Galaxy der US Air Force bei Ramstein
Der Absturz einer Lockheed C-5 Galaxy der US Air Force bei Ramstein ereignete sich am 29. August 1990. Es handelte sich um den zweiten von zwei Unfällen mit Todesopfern an Bord einer Maschine des Typs Lockheed C-5 Galaxy, der andere war der Operation-Babylift-Flug 1 während des Vietnamkrieges.

## Hergang
Die Lockheed C-5A mit dem militärischen Kennzeichen 68-0228 gehörte zum 349th Military Airlift Wing (Assoc) (MAW). Diese Reserve-Einheit der US Air Force teilte ihre Flugzeuge mit dem ebenfalls in Kalifornien auf der Travis Air Force Base stationierten 60th MAW.
Kurz nach dem Start verloren die Piloten die Kontrolle über die Maschine. Unmittelbar nach dem Abheben sank die Geschwindigkeit nach dem Erreichen einer Fluggeschwindigkeit von 161 Knoten. Nach dem Erreichen einer Flughöhe von 50 bis 100 Fuß begann die Maschine zu sinken und die Besatzungsmitglieder nahmen ein starkes Schütteln (Buffeting) wahr. Die Lockheed stürzte auf eine Wiese in der Nähe eines US-Munitionslagers, in dem zu dieser Zeit Giftgasgranaten gelagert wurden. Dreizehn der siebzehn Personen an Bord wurden bei dem Absturz getötet. Die Maschine hatte medizinisches Material und Nahrungsmittel geladen und sollte zur King Abdulaziz Air Base in Dhahran, Saudi-Arabien fliegen.

## Ursache
Die Unfalluntersuchung ergab, dass die Maschine abgestürzt war, nachdem sich unmittelbar nach dem Start ohne Zutun der Besatzung die Schubumkehr von Triebwerk Nr. 1 (das äußere Triebwerk an der linken Tragfläche) aktiviert hatte und es wegen der zu geringen Geschwindigkeit zum Kontrollverlust gekommen war.